# Irans riksregalier
Irans riksregalier eller Persiska kronjuvelerna är den forna iranska monarkins riksregalier. Trots att monarkin avskaffades 1979 när ayatollorna tog makten i landet, finns regalierna fortfarande bevarade i iranska centralbanken i Teheran. Den är en av de största och mest värdefulla juvelsamlingarna. Samlingen är stor eftersom monarkin fortlevde i 2 500 år. Huvuddelen av regalierna införskaffades av de safavidiska shaherna som styrde Iran mellan 1502 och 1736.
Senast de användes var när shahen Mohammad Reza Pahlavi kröntes 1967.

## Regalierna, i urval
- Juvelbeprytt "riksäpple"
- Pahlavikronan
- Darya-e Noor-diamanten
- Kianikronan
- Smaragd- och diamanttiara
- Det kungliga svärdet
- Noor-ol-Ain-tiaran
- Kejsarinnan Farahs tiara
- Kejsarinnans krona
- Smaragd- och diamanthalsband
- Fath-Ali Shah Qajars svärd
- Naderitronen
- Påfågelstronen
- Derafsh Kaviani (Irans riksbaner) i sassanidisk tid

## Galleria

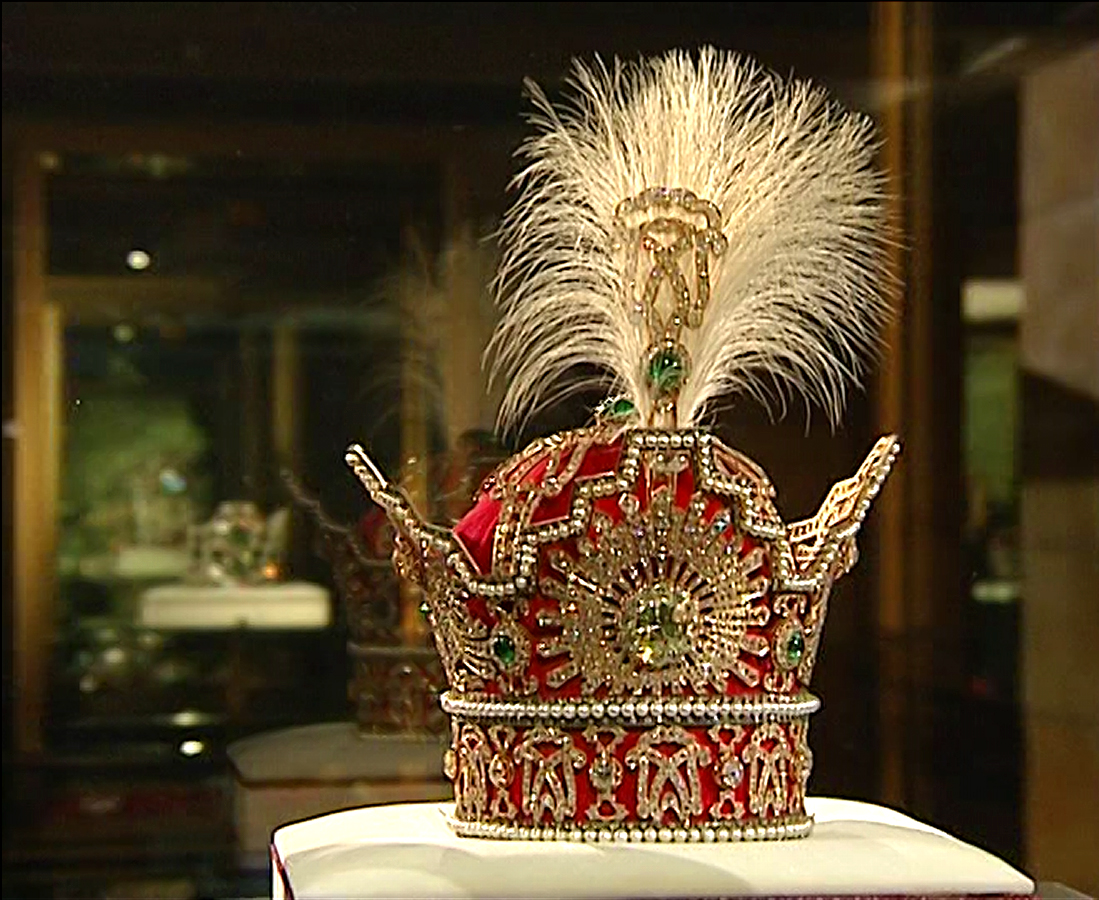
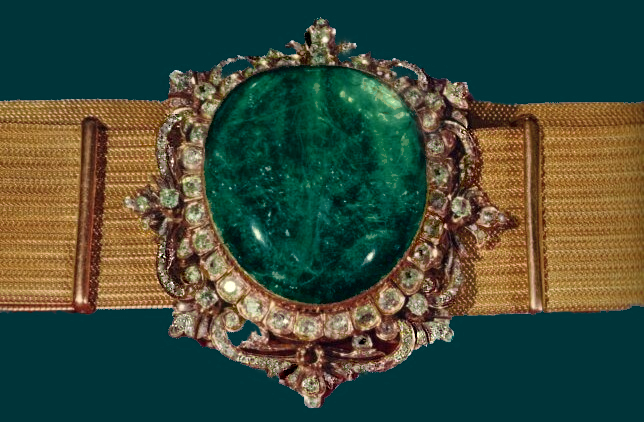
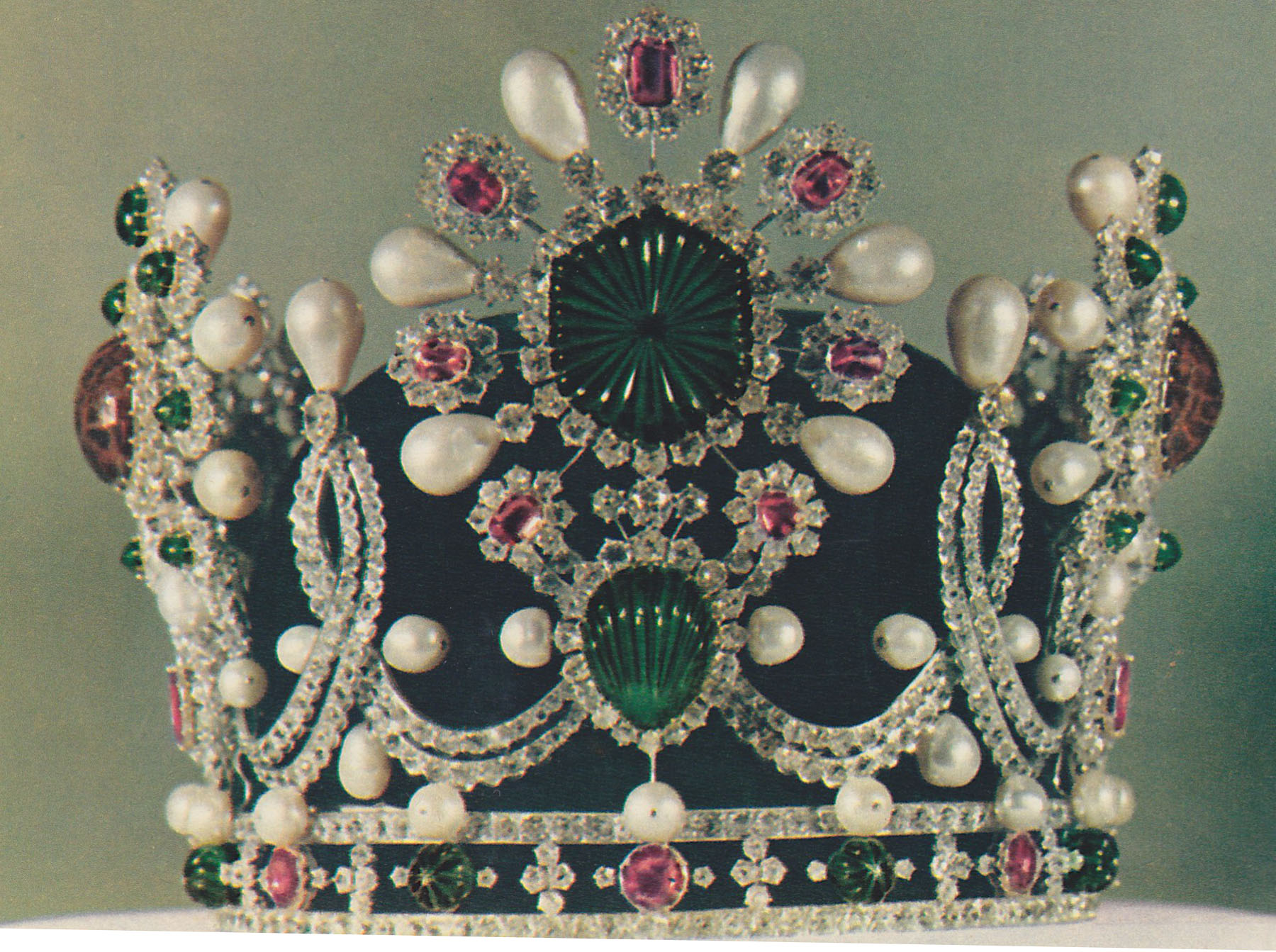